# Máximo Gómez (Cuba)
Máximo Gómez es una localidad cubana situada en la provincia de Matanzas, al oeste del país. El municipio de 325 km² incluye las aldeas de Rancho del Medio, El Coloso, Catalina, Admiración, Capitolio Nuevo, Capitolio Viejo y Algorta. Todos estos poblados en conjunto conforman el total de la población que es de 16361 habitantes .
La ciudad fue fundada en 1770 bajo el nombre de Guanajayabo, este nombre solo lo usaban los primeros habitantes de la localidad por lo que el pequeño asentamiento era nombrado "El Recreo" porque tenía varios bares y otros locales de diversión. Con el triunfo de la revolución, el nombre fue cambiado por el de Máximo Gómez, en honor del líder de la Guerra de la Independencia cubana.
- Datos: Q3647938